# 莫利巴古
莫利巴古（Molibagu）是印度尼西亚北苏拉威西省的一个城镇，是南博朗蒙贡多县的县治所在，东北距哥打莫巴谷50公里。2010年统计，莫利巴古所在的博朗乌奇区（Kecamatan Boolang Uki）共有19,630人。

## 资料来源
1. ↑  Biro Pusat Statistik, Jakarta, 2011.